# Hypersnabb stjärna
Hypersnabba stjärnor (HVS, HyperVelocity Star) är stjärnor som rör sig med hastigheter som betydligt överstiger den hastighet en stjärna kan förväntas röra sig med. En vanlig stjärna kan röra sig med hastigheter på ungefär 100 km/s. En hypersnabb stjärna kan ha hastigheter på upp emot 1000 km/s, vilket betyder att de kan ha flykthastigheter som överstiger flykthastigheten för galaxen. De hittills upptäckta stjärnorna (2014) tillhör huvudserien och har en massa av högst några solmassor.

## Historia
De hypersnabba stjärnorna förutsades 1988 av den amerikanske astronomen Jack Hills. 2005 bekräftades förutsägelsen av de amerikanska astronomerna och astrofysikerna Warren Brown, Margaret Geller, Scott Kenyon och Michael Kurtz.
2008 kände astronomerna till 10 hypersnabba stjärnor, varav en troddes vara utomgalaktisk, i Stora magellanska molnet. Det gäller stjärnan HVS 3 – HE 0437-5439. Senare mätningar har visat att också den tillhör Vintergatan.
2014 var ungefär 20 hypersnabba stjärnor kända. Astronomerna räknar med att det finns ungefär 1000 hypersnabba stjärnor i Vintergatan, vilket gör dem till en mycket ovanlig grupp av stjärnor, med tanke på att Vintergatan innehåller ungefär 100 miljarder stjärnor.